# District de Sucheng
Le district de Sucheng (宿城区 ; pinyin : Sùchéng Qū) est une subdivision administrative de la province du Jiangsu en Chine. Il est placé sous la juridiction de la ville-préfecture de Suqian.